# Mao (ville)
Pour les articles homonymes, voir Mao.
Mao est la 16e ville du Tchad par le nombre d'habitants (35 468 au recensement de 2009).Elle est le chef lieu de la région du Kanem et du département du Kanem.

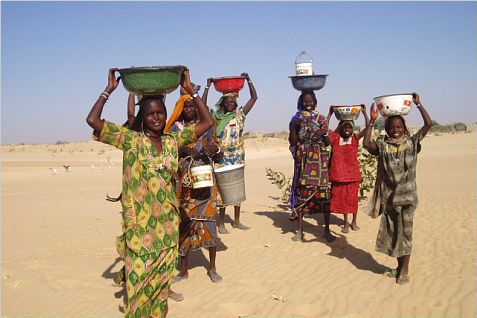
L'alimentation de la population en eau potable se fait d'un puits creusé par la GTZ, une organisation non gouvernementale allemande à la fin des années 1980.

## Géographie
Mao est situé à 5 km de Djimi, ex-capitale de l'empire du Kanem-Bornou.

## Histoire
Mao est au XIXe siècle un village ancien. Depuis 1900, Mao est le véritable centre administratif du nord. Il est habité en majorité par les Kagas (Kogonas), les Magoumis, les Dazzas, les Azzas, les Fezzans, les Toubous, les Kredas, les Toundjours et autres.
La ville de Mao est administrée par un délégué général du gouvernement au pres de la commune, qui est le représentant de l'autorité publique (l'État) et un sultan qui est l'autorité traditionnelle de la région. La population du Kanem est beaucoup plus rattachée au régime du sultanat qu'à l'administration publique.
En février 1863, l'explorateur Karl Moritz von Beurmann y est assassiné.

## Économie
Mao possède un aéroport (code AITA : AMO).
Cet aéroport avait la particularité de posséder la seule piste au monde faite en brique, mais celle-ci a été entièrement recouverte de bitume. Il existe également d'autres infrastructures commerciales privées qui sont les boutiques, les marchés, les garages de mécanique auto. La principale activité génératrice des revenus à l'export est le bétail sur pied vers le Nigéria et la Libye à cela on peut ajouter le natron et la spiruline (dihé). Quant aux importations, elles viennent du Nigéria, de la Libye, et d'autres pays via N'djamena. Les produits locaux sont les dattes, le mil, le blé, les citrons, les mangues, la bananes, les betteraves, les concombres, le maïs, le manioc, la patate. Ce qui fait du marché de Mao un marché comble. Le Lac constitue un pont idéal pour l'épanouissement de l'économie kanemboue car tout transite par le Lac. Ce dernier contribue à 60% d'accès à l'alimentation basée sur le mil et le maïs.

## Éducation
La première école française au Tchad a été créé à Mao en 1911 avec 11 élèves parmi lesquels:  Sa Majesté le Sultan Mouta Zezerti, fils du Sutan Ali Bié qui signa le Protectorat en 1900 avec la France. Le premier Tchadien scolarisé est Sa Majesté le Sultan  Mouta Zezerti et quelques-uns de ces notables Mahamat Agrey, Miché Issoua Adoum, Allaboursa et aussi Bechir Sow,.

## Administration
Mao est aujourd'hui le chef-lieu de la Région du Kanem avec pour départements le Kanem, le Nord Kanem et le Wadi Bissam et 10 sous-préfectures, un Sultanat, 33 Cantons et 3 chefs de fractions.

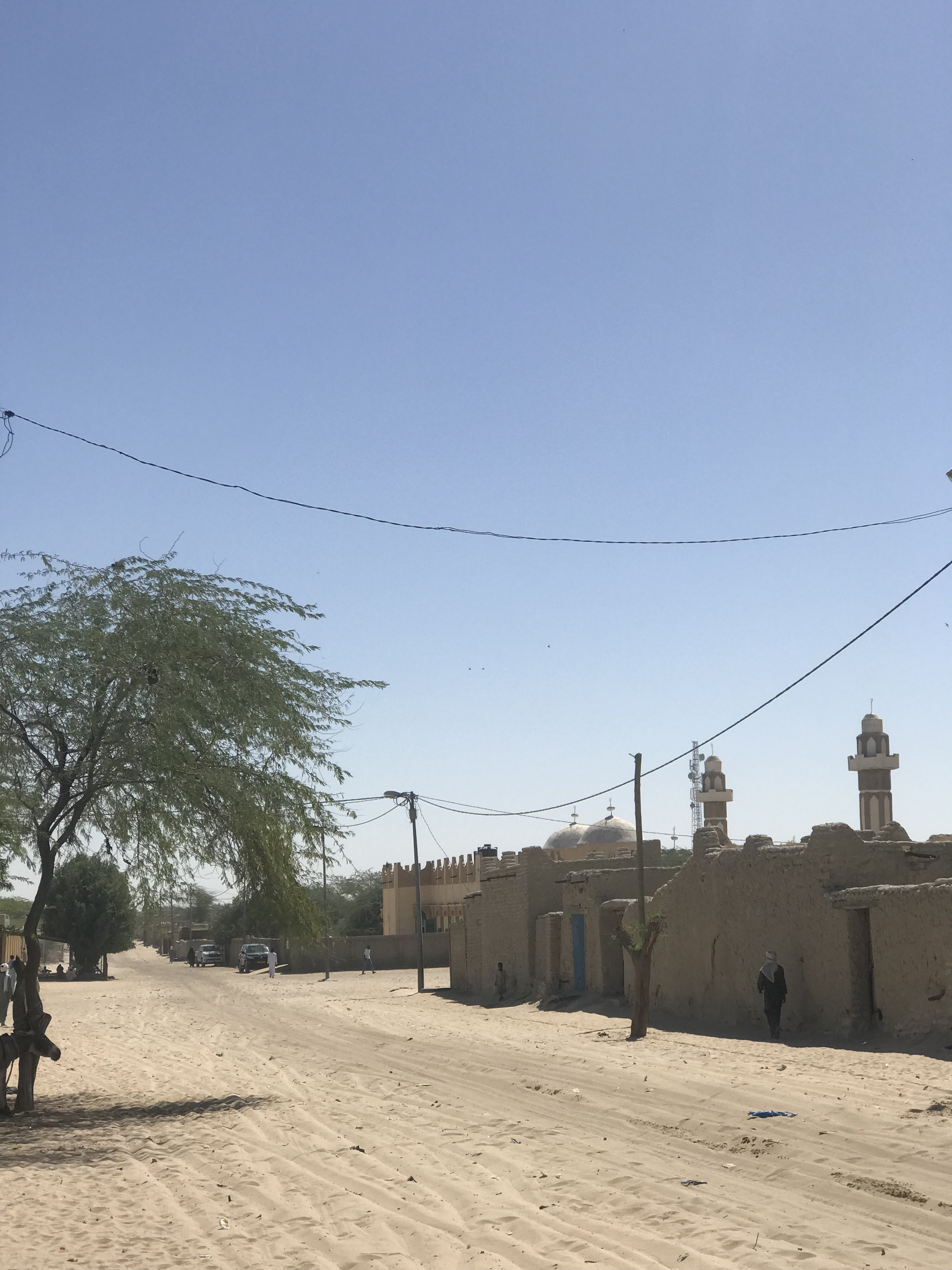
Vue de la grande Mosquée de la ville de Mao
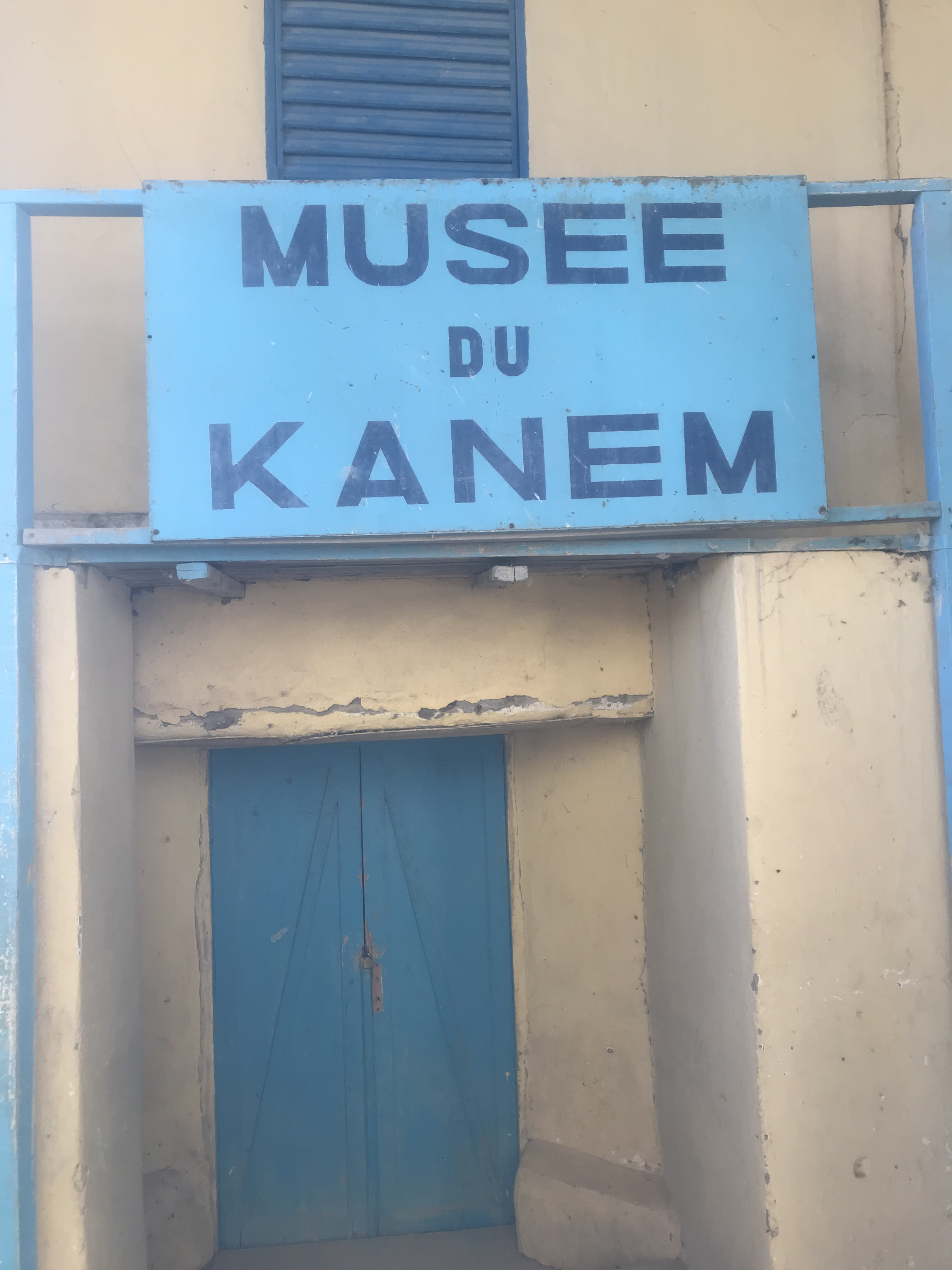
Entrée de la musée de la ville de Mao
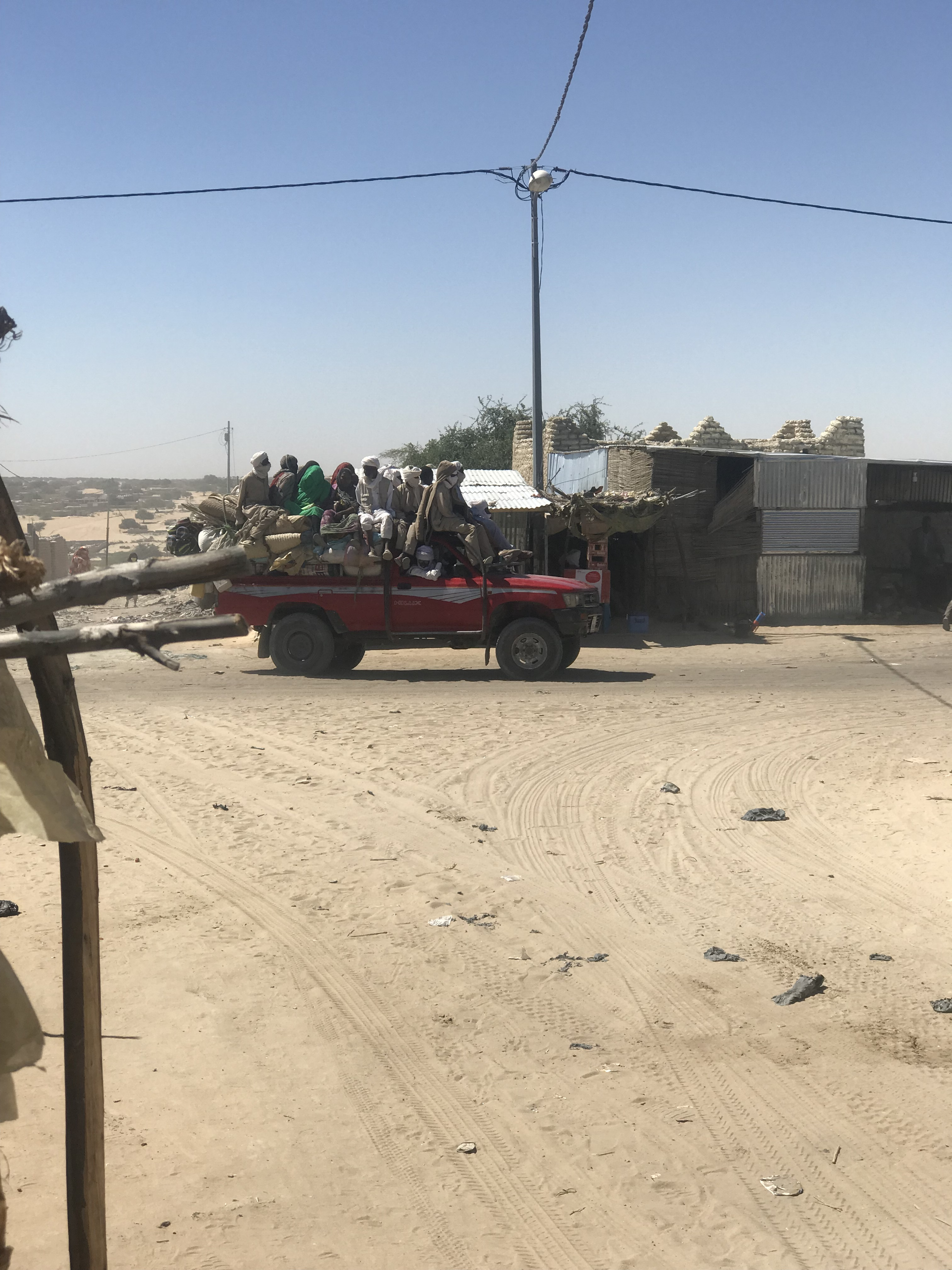
Des voyageurs quittant le marché de Mao le 21 novembre 2022,
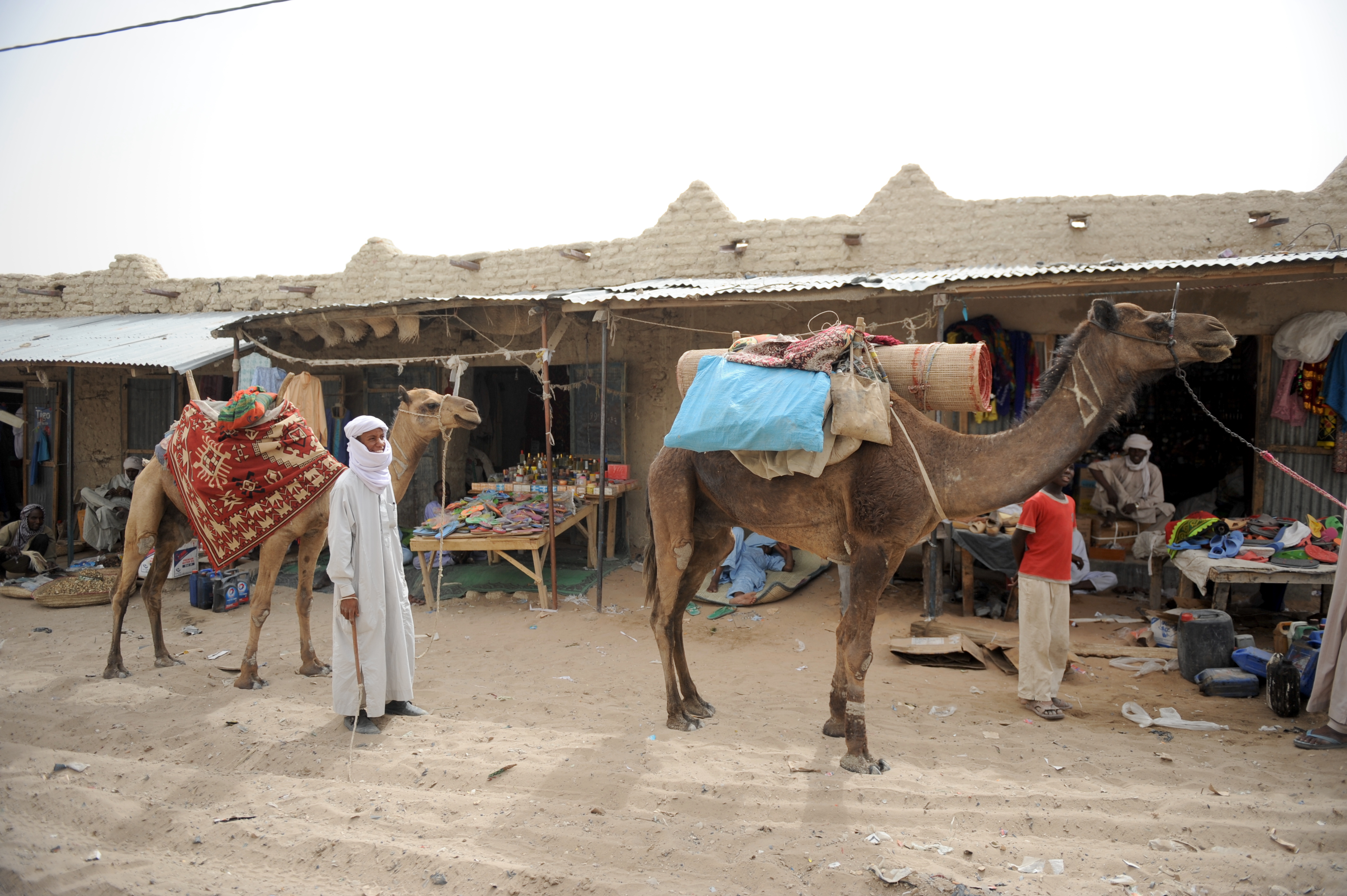
Dans une rue de Mao (Tchad), le 17 avril 2012.
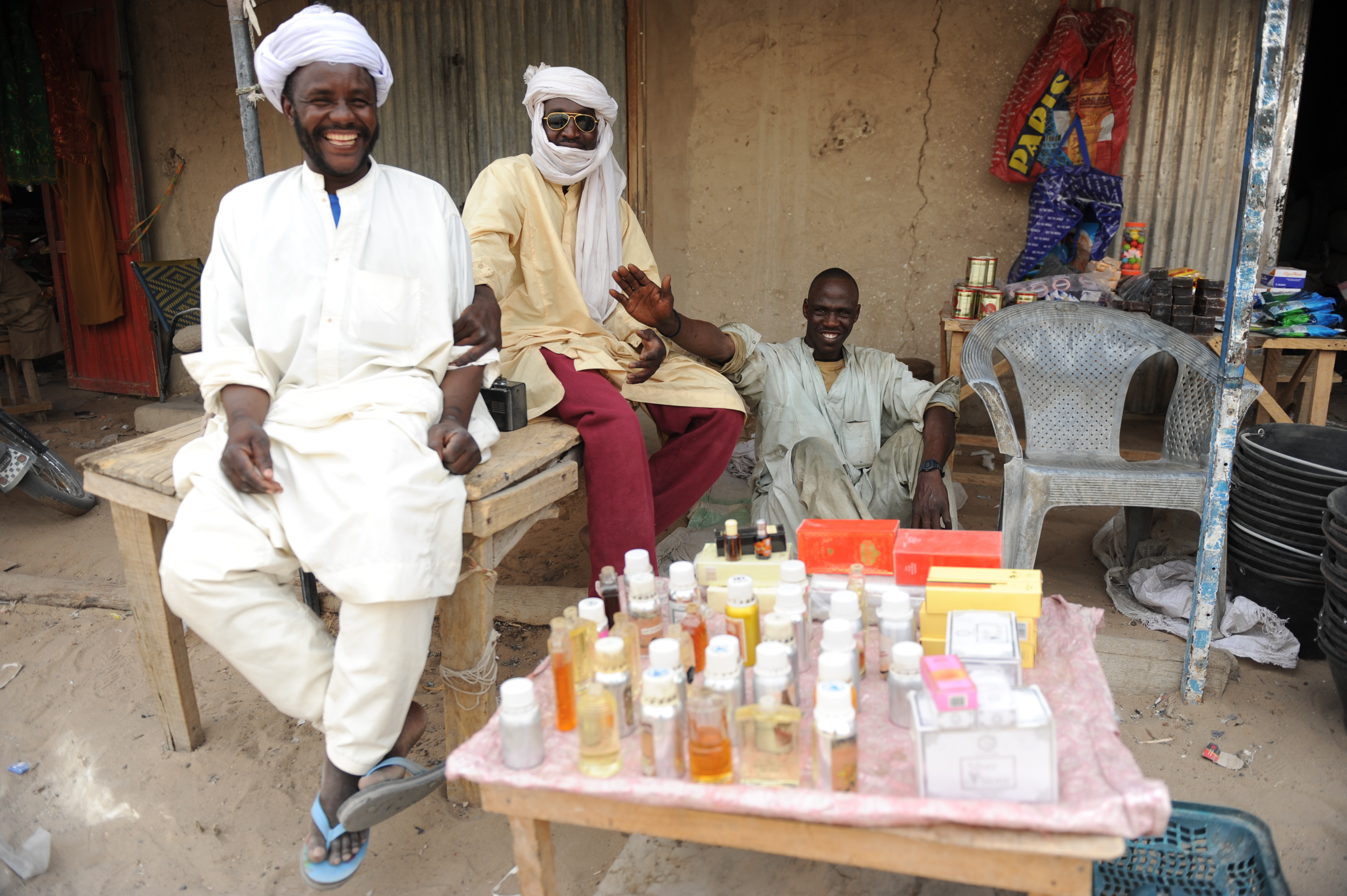
Dans une rue de Mao (Tchad), le 17 avril 2012.
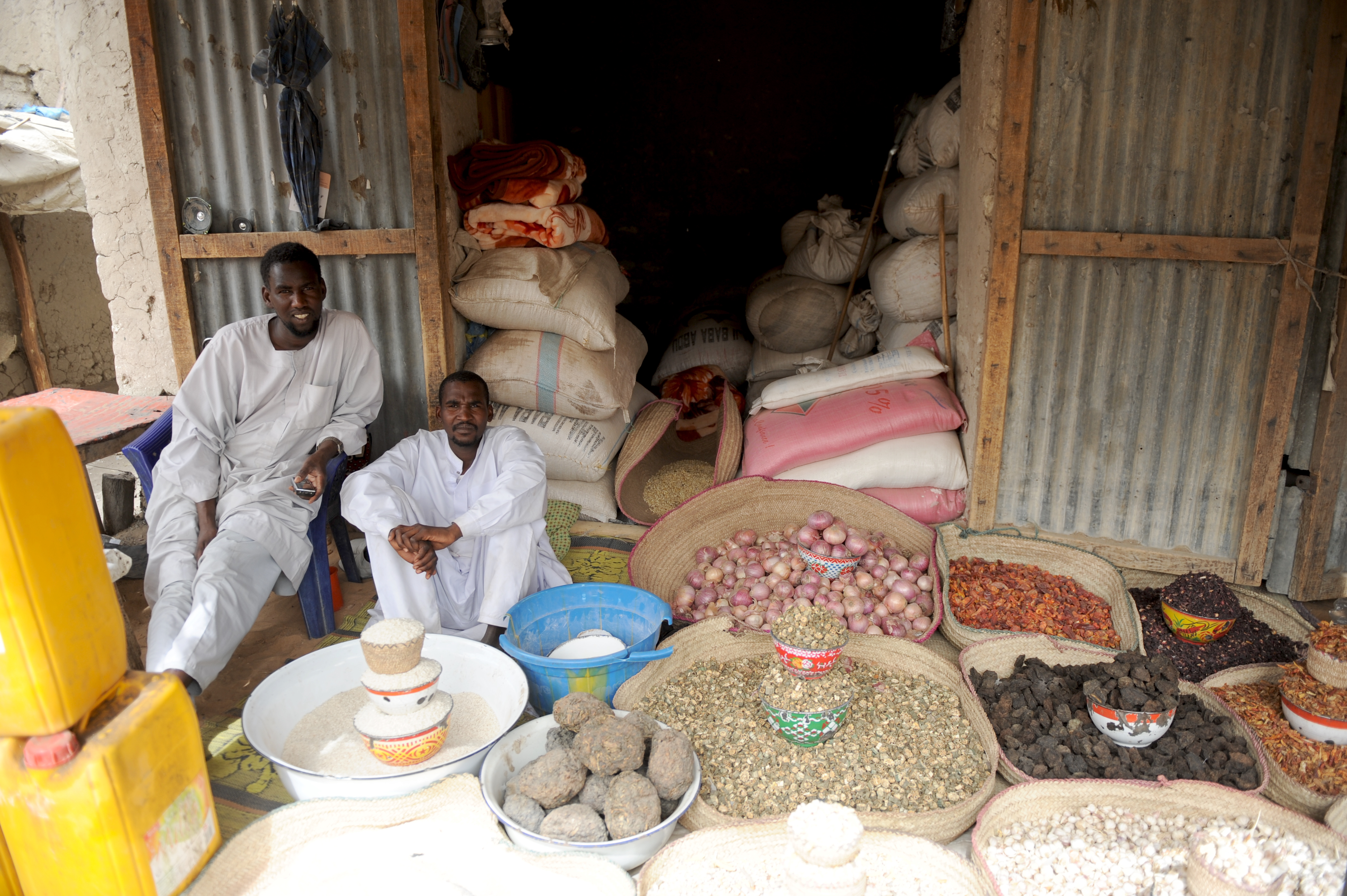
Dans une rue de Mao (Tchad), le 17 avril 2012.
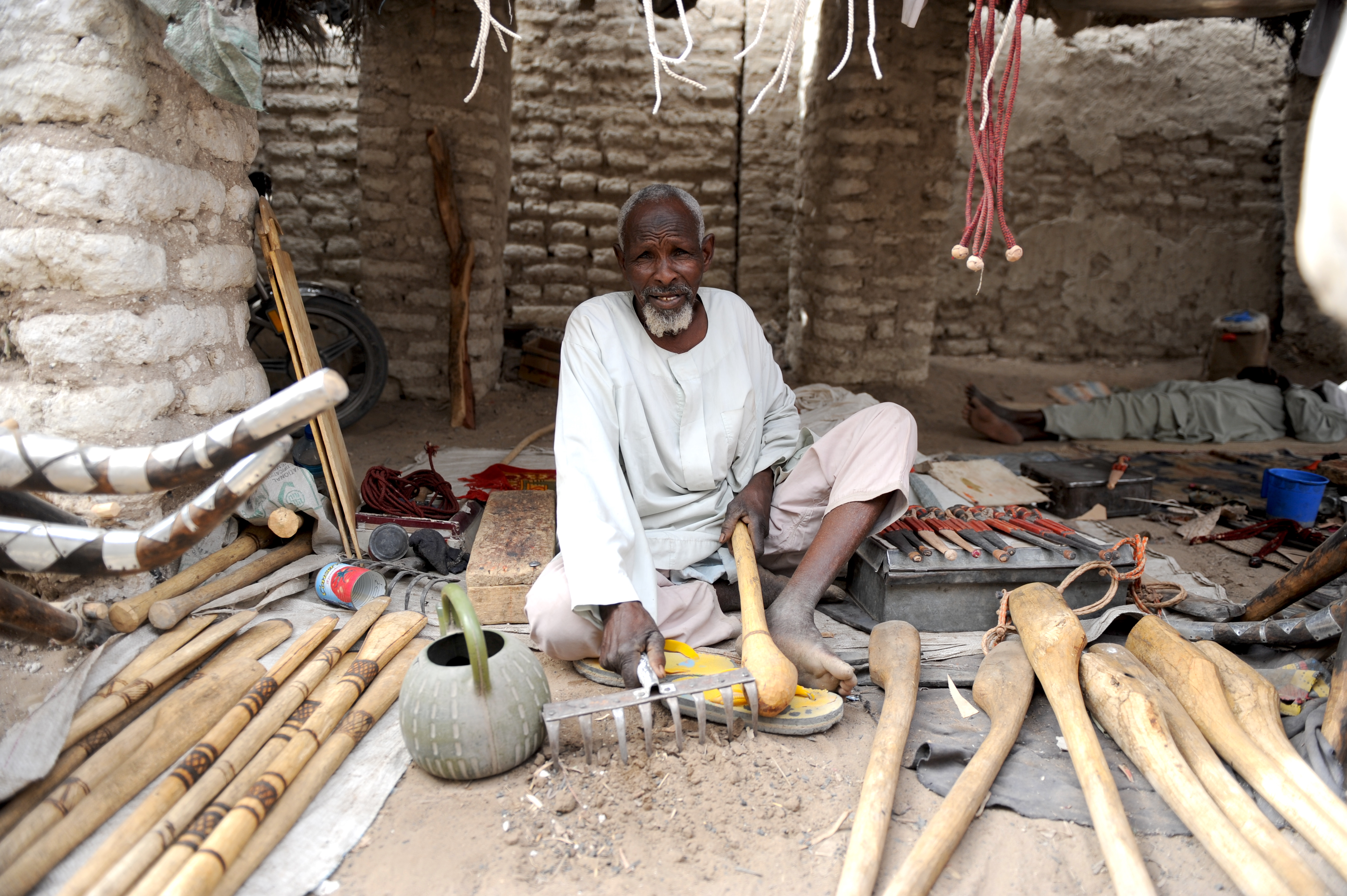
Dans une rue de Mao (Tchad), le 17 avril 2012.
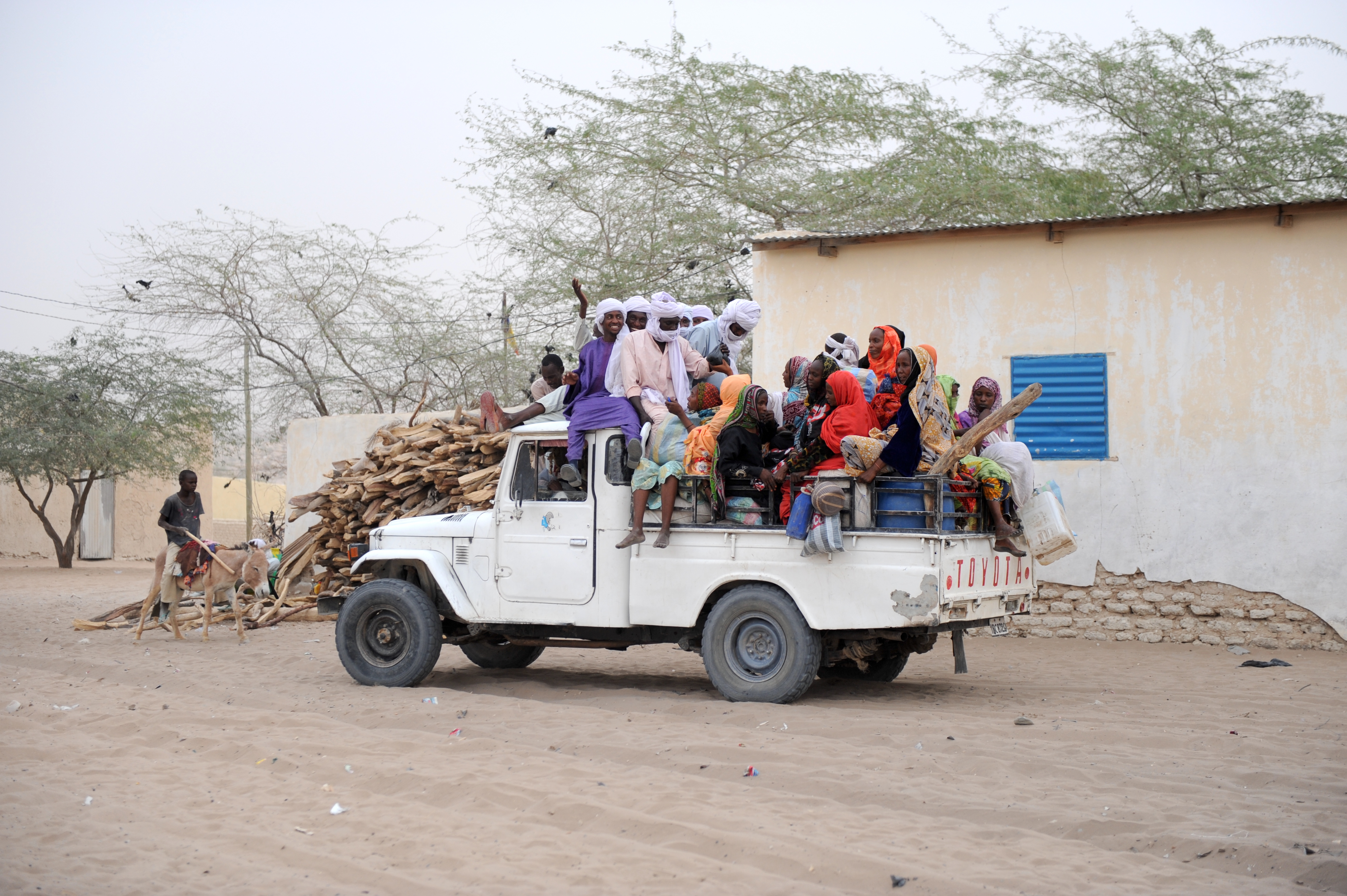
Dans une rue de Mao (Tchad), le 17 avril 2012.
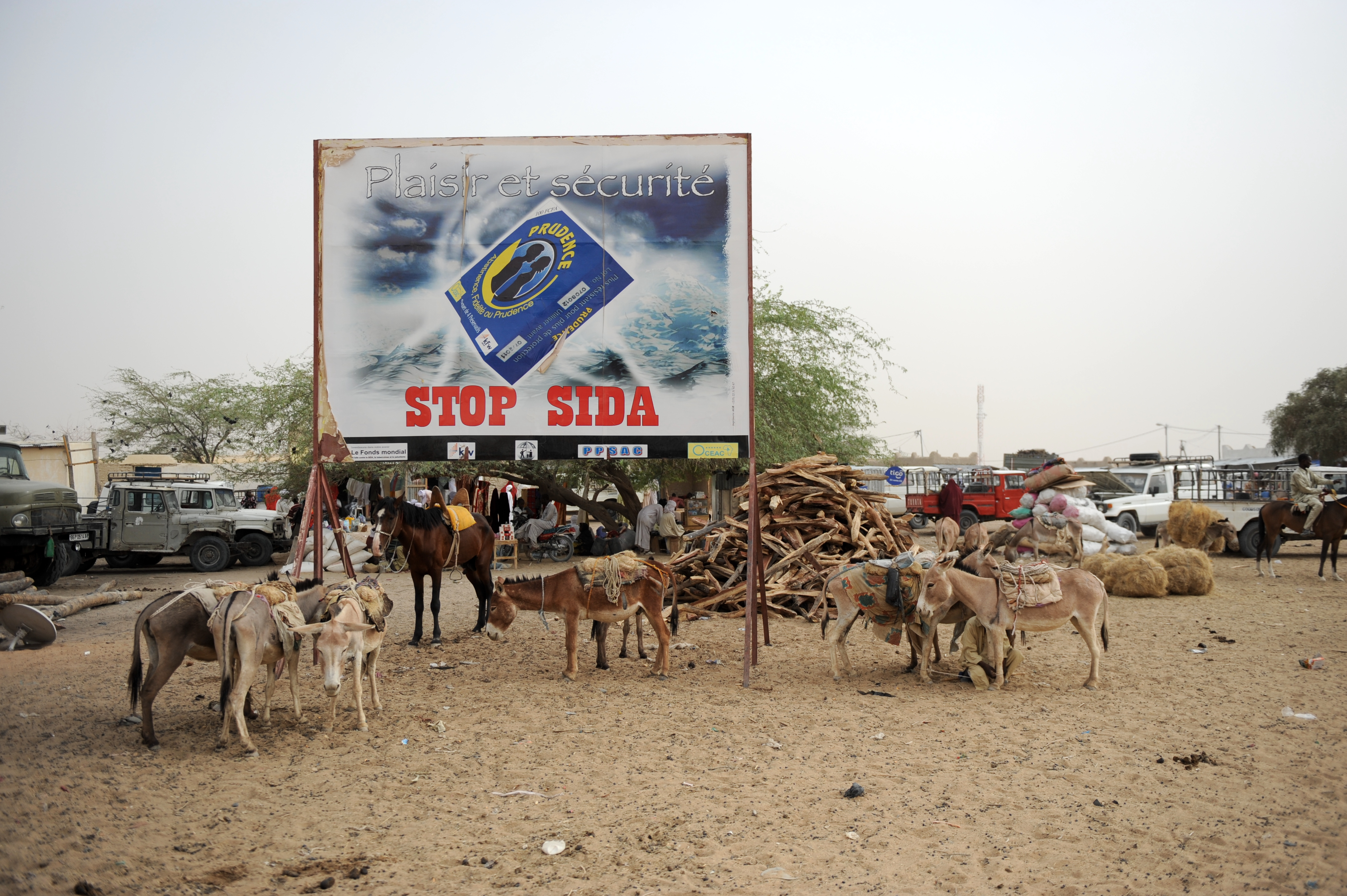
Dans une rue de Mao (Tchad), le 17 avril 2012.